# Sebastián Vizcaíno
Sebastián Vizcaíno (Extremadura o Huelva, 1547 o 1548 — Ciudad de México, 1627) fue un comerciante, militar, explorador y diplomático español que es recordado por haber realizado un viaje para cartografiar las costas del océano Pacífico de la actual California y haber sido el primer embajador de España en Japón.

## Biografía
Nació en 1547 o 1548, siendo desconocido su lugar de nacimiento. La versión más extendida considera que Vizcaíno era natural de algún lugar de Extremadura, la región española de la que partieron buena parte de los conquistadores de América, aunque hay otras versiones, como la de que era onubense o incluso vasco, considerando en este último caso que Vizcaíno no era un apellido, sino un gentilicio, que indicaría que el explorador habría nacido en Vizcaya. También se desconoce su origen familiar o condición social, aunque está bastante extendida la hipótesis de que el explorador estaba emparentado con el virrey de Nueva España, Luis de Velasco y Castilla, que favoreció su carrera de manera notable, siendo quizás medio hermano del mismo.

### Carrera militar y actividades comerciales
En 1580 participó en la invasión de Portugal, a la cabeza de una tropa de caballería. En 1583 se trasladó a Nueva España (México) y en 1586 viajó a Manila, Filipinas, donde se dedicó al comercio y sirvió en la milicia. Regresó en 1589 a Nueva España, en donde obtuvo grandes ganancias al vender las mercancías que había adquirido en Oriente.
En 1593 le fue concedida la disputada concesión para la pesca de perlas en el mar de Cortés, en la orilla occidental del golfo de California. Logró navegar con éxito, entre junio y noviembre de 1596, con tres naves hasta La Paz (hoy en Baja California Sur). Le dio el nombre actual (fue conocido por Hernán Cortés como Santa Cruz) e intentó establecer allí una colonia y desde ella explorar el litoral del golfo. Sin embargo, los problemas de reabastecimiento, la disminución de la moral y el fuego pronto forzaron su abandono. También se convirtió en diplomático.

### La exploración de la costa de California
Es importante hacer notar que el primer navegante europeo que recorrió las aguas de las costas del océano Pacífico de las Californias, hasta llegar a la parte norte del actual estado californiano, había sido el navegante Juan Rodríguez Cabrillo en 1542.
En marzo de 1602, Gaspar de Zúñiga y Acevedo, virrey de Nueva España y conde de Monterrey, nombró a Vizcaíno general para dirigir la exploración del litoral californiano en busca de puertos de refugio seguros para el galeón de Manila, también llamado la Nao de la China, que anualmente hacía el viaje de regreso desde Manila hasta Acapulco. Desde el 5 de mayo de ese año hasta el 21 de febrero de 1603 comandó tres navíos —San Diego, la nave insignia, Santo Tomás y Tres Reyes— con los que exploró el litoral americano desde el puerto de Acapulco hasta más al norte del cabo Mendocino, acompañado por los cosmógrafos Géronimo Martí Palacios y los frailes carmelitas Andrés de la Asunción, Antonio de la Ascensión y Tomás de Aquino. Durante ese viaje fijaron la toponimia correspondiente, levantaron cartas y mapas y prepararon derroteros y diarios detallados de la costa, que servirán para la navegación de esos lugares hasta finales del siglo XVIII. Sus levantamientos de las costas californianas son admirables por la precisión y exactitud de los detalles y fue la primera persona en señalar ciertas características ecológicas de la costa californiana, como los bosques de ciprés de Monterrey de punta Lobos. Desembarcó para intentar invadir varias veces en California y se internó tierra adentro, aunque hubo de retroceder por la hostilidad de los americanos ahí asentados.
Nombraron los principales accidentes geográficos, como punta Lobos, isla Santa Catalina, valle de Carmel, bahía de Monterey, punta Sierra o punta Coyote. Algunos puertos y bahías que habían sido nombrados por Cabrillo casi sesenta años antes, fueron renombrados por Vizcaíno en su viaje. Tales son los casos de los puertos de Ensenada, en la actual México, y San Diego (California), a los que Cabrillo había llamado San Mateo y San Miguel, respectivamente. Vizcaíno renombró San Diego al coincidir la festividad del santoral cristiano del día en que arribó a la bahía, el 10 de noviembre de 1602, con el nombre de su propio barco.
El comandante de la nave Tres Reyes, Martín d'Aguilar, se separó de Vizcaíno y continuó por la costa en dirección norte hasta alcanzar las costas del actual estado de Oregón.
Uno de los resultados del viaje de Vizcaíno fue un creciente entusiasmo en establecer un asentamiento español en Monterrey, asentamiento finalmente aplazado durante otros 167 años.
Las exploraciones de Vizcaíno fueron recogidas por Martín Fernández de Navarrete en la Colección de las navegaciones y descubrimientos de los españoles de fines del siglo XVI.

### Carrera política
Vizcaíno fue nombrado General de los galeones de Manila en 1603, privilegio que se le cambió en 1604 por la alcaldía mayor de Tehuantepec, Nueva España, donde terminó la carretera para unir las dos costas mexicanas, cuya construcción había iniciado Hernán Cortés. Esta carretera iba de Coatzacoalcos, en el golfo de México, hasta Tehuantepec, en la costa del Pacífico.
En 1607 recibió la encomienda vacante de la provincia de Ávalos. Deseosa la Corona española de establecer relaciones comerciales con el Japón, en 1611 fue nombrado por Felipe III embajador ante esa corte, siendo el primer europeo que ostentó ese cargo en el Japón.
En marzo de 1611 zarpó desde Acapulco a bordo de la nao San Francisco en dirección a Japón, donde estableció embajada con el emperador Go-Mizunoo, cartografió las costas del aquel imperio y buscó, sin éxito, las míticas islas fabulosas de Rica de Oro y Rica de Plata. Regresó a Nueva España en enero de 1614. Se conserva un relato de ese viaje.

### De regreso a Nueva España

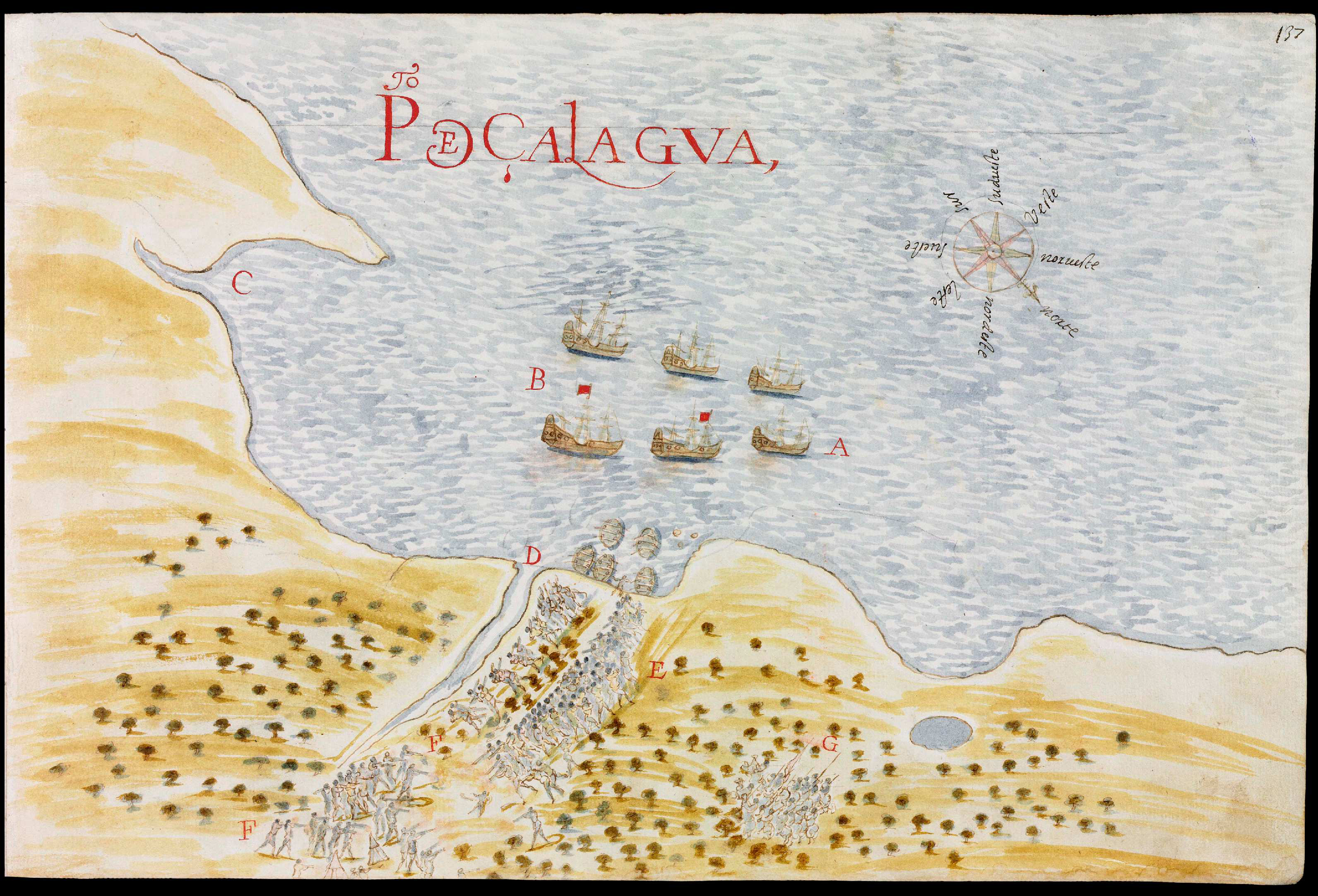
Las tropas de Vizcaíno repelen a los corsarios de van Spilbergen en Salahua. Manuscrito de Nicolás de Cardona, 1632.

A su regreso se retiró a Sayula, Jalisco, para administrar sus bienes. En octubre de 1615 encabezó una tropa en la costa de Colima que rechazó a los corsarios neerlandeses de Joris van Spilbergen, que intentaban tomar agua y provisiones en el poblado de Salahua. Esta escaramuza es conocida como la batalla del Puerto de Santiago.
Debido a los servicios prestados a la Corona española se le nombró alcalde mayor de Acapulco. En 1619 dejó la administración de sus bienes en manos de sus hijos y se retiró a vivir en la Ciudad de México, donde murió en 1627.

## Su legado
Varios lugares en la costa que él exploró fueron nombrados en su honor: la bahía Sebastián Vizcaíno, en la costa oriental de la península de California o el desierto de El Vizcaíno, en la misma zona de dicha península. Recientemente han sido declaradas dos áreas protegidas con su nombre: en 1988 la Reserva de Biosfera de El Vizcaíno y en 1993 el Santuario de ballenas de El Vizcaíno, ambas en Baja California Sur.
Además, las hoy importantes ciudades de San Diego, Ensenada y La Paz, así como el condado de Monterey californiano aún mantienen los nombres con los que él las bautizó.
Es antepasado directo de Carlos Vizcaíno, el abuelo materno del escritor Juan Rulfo.